# 田中真紀子
田中真纪子（1944年1月14日—），日本政治人物，是前首相田中角荣的长女；出生在东京都，祖籍新潟县柏崎市；毕业于早稻田大学商学部。1993年首次当选日本众议院议员；2001年，被小泉纯一郎任命为内阁外务大臣，成为日本首位女外相，后因为“NGO事件”而下台。2003年，退出自民党以無黨籍身分當選日本众议院议员；2009年，加入日本民主党並連任日本众议院议员；2012年，被野田佳彥任命为内阁文部科學大臣，後來因同年12月舉行的大選落選而下台。

## 经历
田中真纪子早年曾在美国费城留学，讲一口流利的英语。高中毕业后回到日本，进入早稻田大学商学部学习。她的父亲田中角荣，是1970年代日本的重要政治人物，曾于1972年至1974年出任日本首相，并在任内实现了日本同中华人民共和国建立外交关系。
1985年，田中角荣病重后，田中真纪子决心进入政界。1993年首次参加众议员选举，并成功当选。1994年6月至1995年8月，曾在村山富市内阁中任科学技术厅长官。当选国会议员一年后就能入阁，在日本政坛颇为罕见。
在自民党内，田中真纪子始终是小泉纯一郎的坚实“盟友”。在2001年4月举行的日本自民党总裁竞选中，田中曾全力支持小泉竞选；还自称是小泉的“政治妻子”。  在小泉当选后，即任命田中为外务大臣。这使得田中真纪子成为日本历史上第一位女外相。
2002年1月，受反对党借“NGO事件”拒绝参与国会补充预算案表决等因素，小泉首相于1月29日当晚，急召田中入首相府，决定以解除田中真纪子职务为代价，来换取反对党的支持。当年6月，田中又受到自民党党纪委员会的处分，并要求她辞去众议院新潟县第五选区支部长的职务；8月，田中又辞去了众议院议员职务。
2003年，田中真纪子退出自民党，以无党派身份参选，并成功回到众议院。2009年8月15日，田中真纪子宣布转投日本民主党，并代表该党於8月30日贏得众议员选举。
2012年10月1日，田中真纪子在首相野田佳彥的第3次改造內閣中擔任第17代文部科學大臣。同年12月舉行的大選，田中落選，丟失了田中家族在新潟經營超過60年的選區，田中在下野前最後一次閣僚會議後的記者會上表達對野田佳彥首相過早解散眾院的不滿，遭到副總理岡田克也的嚴厲斥責「選舉的結果應由自己承擔」。

## 評價
- 由於田中真紀子的親中立場，引起部分日本人批判。日本漫畫家小林善紀曾批評田中真紀子與鳩山由紀夫「長期被戰後民主主義與自虐史觀洗腦。只會一再『反省』與『謝罪』，無法據理力爭。他們甚至認為最正直的作法是維護中韓兩國的利益，真是不成材的傢伙。」[3]

## 家人
田中真纪子于1969年4月和田中直纪（旧姓：铃木）结婚；两人育有一男、二女。田中直纪曾任日本防衛大臣。

## 荣誉

### 日本勋章奖章
- 旭日大绶章（2022年4月29日公布[4]）